# Joseph Aloys Schmittbaur

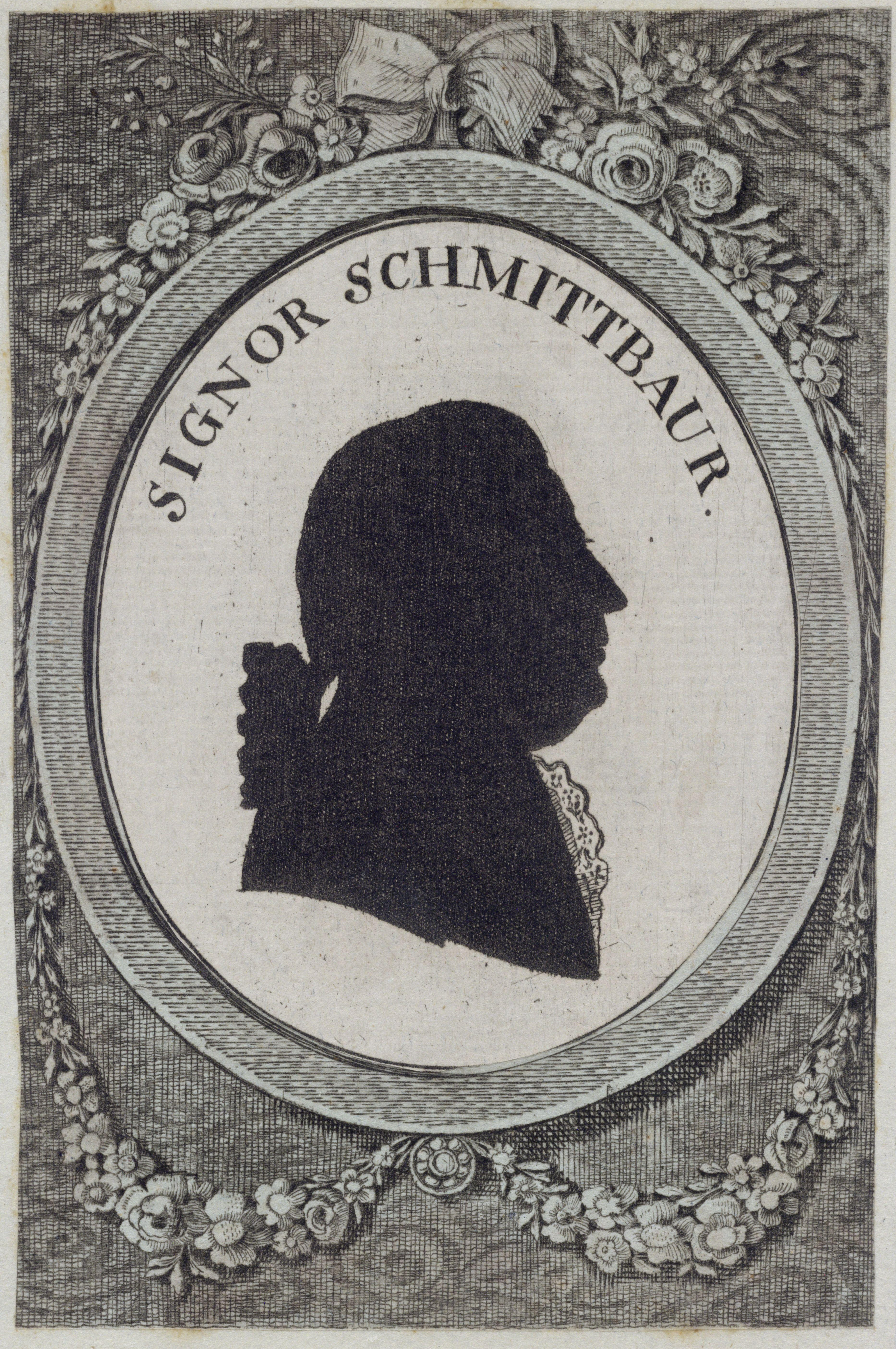
Joseph Aloys Schmittbaur nach einem Stich von seinem Verleger Heinrich Philipp Boßler

Joseph Aloys Schmittbaur (* 8. November 1718 in Bamberg; † 24. Oktober 1809 in Karlsruhe) war ein deutscher Komponist, Hofkapellmeister, Instrumentenbauer und Musikpädagoge.

## Leben
Joseph Aloys Schmittbaur erhielt seine musikalische Ausbildung durch den Würzburger Hoforgelbauer Johann Philipp Seuffert. Auch war er Schüler von Niccolò Jommelli, vermutlich in Bologna. Um etwa 1754 erhielt er eine Anstellung in der Rastatter Hofkapelle, wo er 1759 Konzertmeister und 1766 Kapellmeister wurde. In dieser Zeit vertonte er deutsche und italienische Bühnenwerke. Nach der Auflösung der Rastatter Kapelle und deren Vereinigung mit der Karlsruher Hofkapelle wurde er in diese als Konzertmeister übernommen, da die Stelle des Kapellmeisters schon von Giacinto Schiatti besetzt war. Unzufrieden mit dieser Zurückstufung wechselte Schmittbaur 1775 als Domkapellmeister nach Köln, wo er das konservative Musikleben durch die Konzerte der „Musikalischen Akademien“ nachhaltig prägte. Doch bereits zwei Jahre später wurde er nach dem Tod von Giacinto Schiatti († 1776) zurückgerufen und am 22. Januar 1777 als Hofkapellmeister in Karlsruhe bestallt, wo er der dortigen Kapelle zu hohem Ansehen verhalf. Christian Friedrich Daniel Schubart äußerte sich über Schmittbaur: „Er gehört unter die vorzüglichsten Componisten unseres Landes, und erst jetzt sieht man, was die Welt schon längst an ihm hatte.“
Schmittbaur war als Orgelsachverständiger gefragt, außerdem fertigte er Nachbauten der 1762 von Benjamin Franklin erfundenen Glasharmonika an und entwickelte diese weiter, u. a. für eine seiner bekanntesten Schülerinnen, die blinde Marianne Kirchgeßner.

## Werk
Schmittbaur komponierte Messen, Kantaten, Sinfonien, Streichquartette, Flötenquartette und weitere Kammermusik; außerdem vertonte er Bühnenwerke.
Opern
- Die wüste Insel (Serenata, Libretto Pietro Metastasio, 1762, Rastatt)
- Die stumme Liebe (Singspiel, Libretto G. L. Korn, 1767, Rastatt)
- Imeneo in Atene (Opera seria, Libretto Silvio Stampiglia, 1768, Rastatt)
- Herkules auf dem Oeta (Vorspiel mit Gesang, Libretto J. B. Michelis, 1771, Hanover)
- Il re pastore (Opera seria, Libretto Pietro Metastasio, 1772, Rastatt)
- Lindor und Ismene (Singspiel, Friedrich Julius Heinrich von Soden, 1771, Karlsruhe)
- Endymion (Serenata bzw. „Operetta“, Libretto Pietro Metastasio, 1772 oder 1774, Karlsruhe)
- Schuss von Gänsewitz, oder Betrug aus Liebe (Singspiel, Libretto Heinrich Ferdinand Möller, 1787, Karlsruhe)
- Epilog am Karlstag (1788, Karlsruhe)

## Aufnahmen / Tonträger
- Klaviermusik Karlsruher Komponisten. Werke von Schmittbaur u. a. Sontraud Speidel (Klavier). Antes (1995).
- Molters Miniatur-Opern. Schmittbaur: Symphonia G-Dur für Streicher, plus Werke von Molter, Bodinus, Schiatti und Schwindl. Julia Mende, Hof-Capelle Carlsruhe, Kirstin Kares. Profil (2016).
- Hommage à Joseph Aloys Schmittbaur. Symphonien D-Dur, B-Dur und B-Dur; Rondo Andante für Glasharmonika; Prelude Nr. 4 & 5 für Glasharmonika. Hof-Capelle Carlsruhe. Profil (2018).
- Symphonien op. 2 Nr.1–3 (1776). L’Arte del mondo, Werner Erhardt (Dirigent). deutsche harmonia mundi (2023).